# Roman Burțev
Roman Vladimirovici Burțev (n. 13 aprilie 1971, Kamensk-Șahtinski, RSFS Rusă, URSS – d. 26 octombrie 2024), cunoscut sub numele de "Kamensky Chikatilo", a fost un criminal și un pedofil rus. Între 1993 și 1996, a violat și sugrumat șase copii: cinci fete și unul dintre fratele victimelor. A comis toate crimele în orașul său natal.